# DPE
DPE（ディー・ピー・イー、英語: Development - Printing - Enlargement の略、「現像・焼き付け・引き伸ばし」の意）とは、撮影済み写真フィルムのポストプロダクション工程を語源とした、日本での略語、日本語の一般名詞である。この語は、「現像・焼き付け・引き伸ばし」業務を指し、同業務を行う店をDPE店（ディー・ピー・イーてん）あるいはDPEショップと呼ぶ。

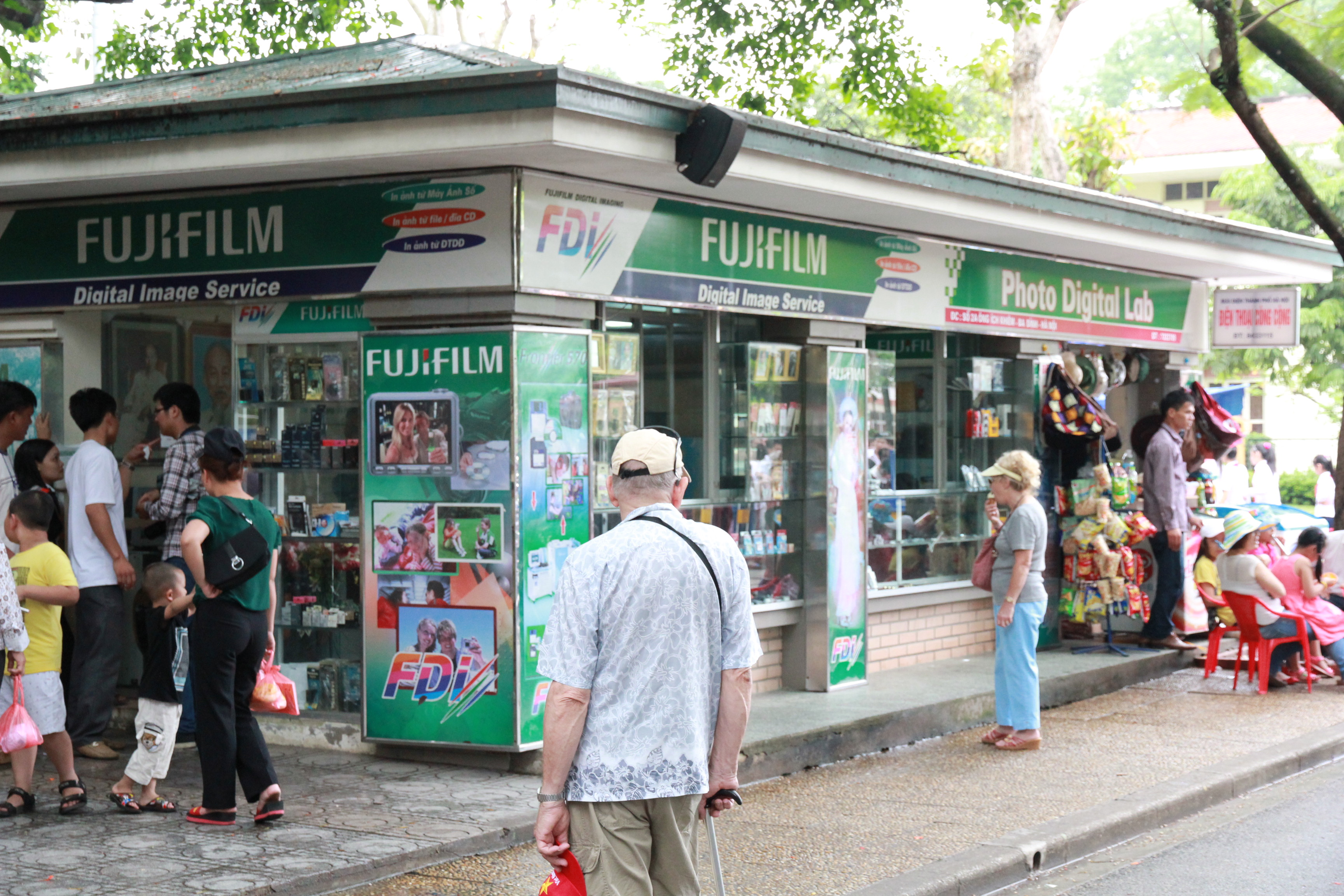
越南のDPEショップ(2012年)

## 略歴・概要
小さなスタジオを構え、店主・店員がスタジオや出張して撮影を行う営業写真館とは異なり、技術革新により、さらに精度の高い「現像・焼き付け・引き伸ばし」業務を行える高価な機械を設置している店で行うのがDPEである。
「DPE」を看板にかかげる店は、1970年代 - 1980年代においては「フジカラーショップ」等のフィルム会社の手がけるチェーンストア的な展開をし、フィルムやカメラを売り、客からの撮影済みフィルムを受け取り、フィルム会社の現像所に取り次いでいた。現像処理システムの開発で、店頭処理できるようになり、1986年（昭和61年）のレンズ付きフィルムの登場以来、いわゆる「DPEショップ」のチェーンが爆発的に増えた。⇒ #DPE店

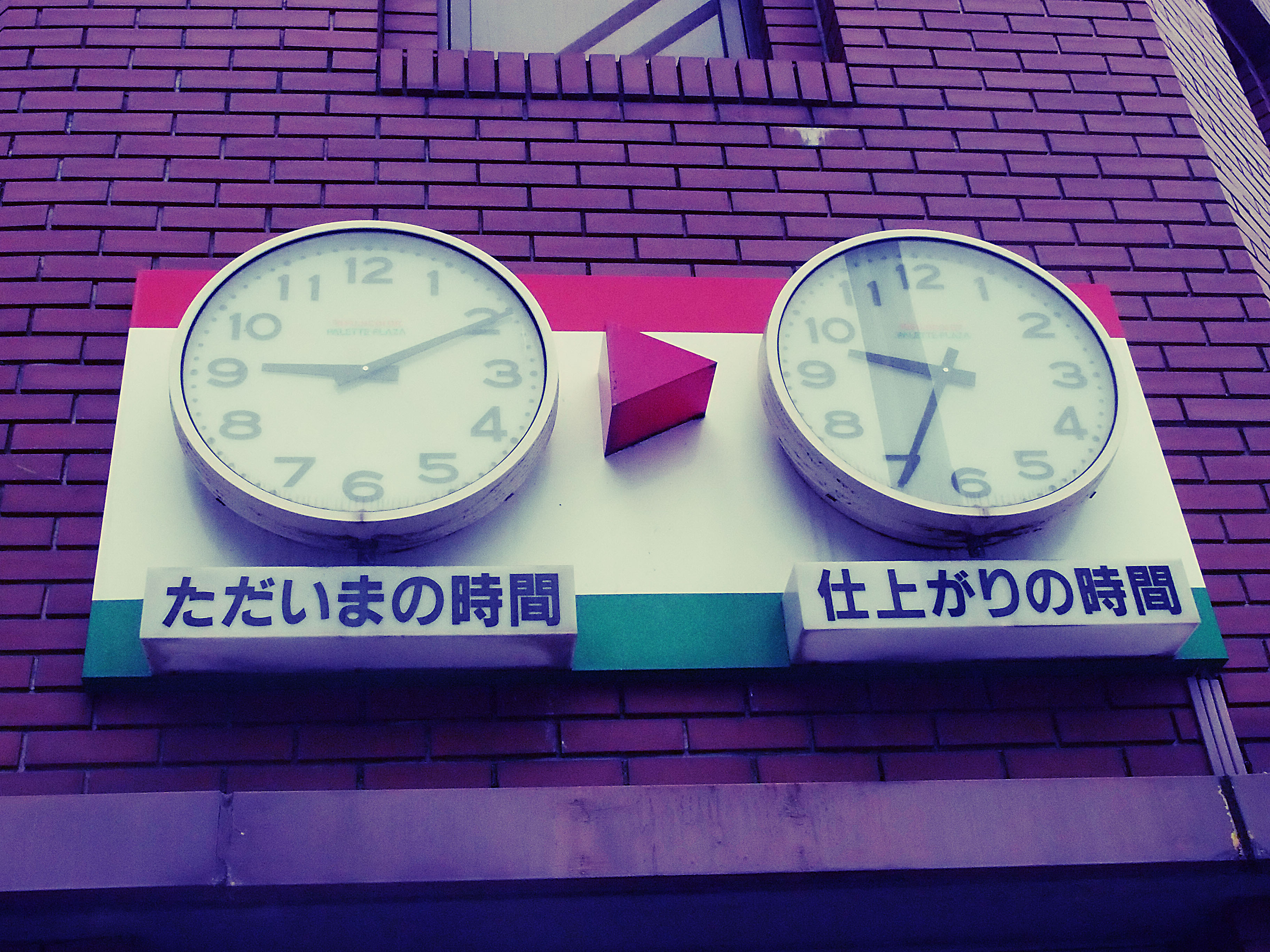
ただいまの時間　仕上がりの時間(2011年)

## DPE店

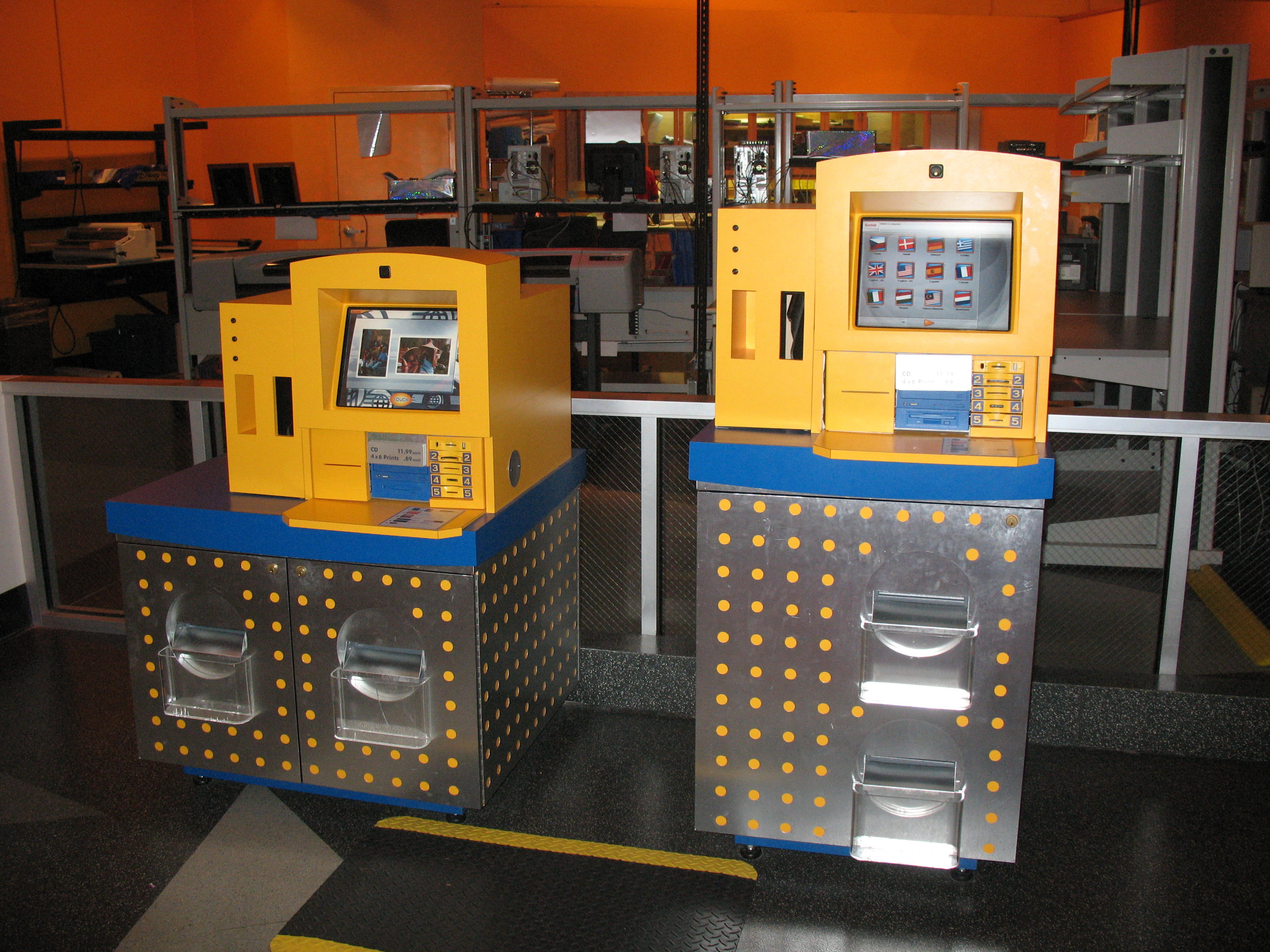
コダック・ピクチャー・メーカー客が自分でプリントアウトできる機械

日本では、最初は現像ラボへの取り次ぎを専門に行う店をDPE店といったが、1980年代に小型の現像処理システム（ミニラボと称した）が開発されると自店でプリントまで行うDPE店が増えた。全自動で作成できるためスーパーマーケットなど、専門外の店舗にも導入された。撮影済みフィルムを現像し、併せて印画紙への焼き付けも行う「同時プリント」、現像済みのフィルムから印画紙への焼き付けを行う「焼き増し」、撮影済みフィルムの現像だけを行う「現像のみ」と選ぶことができる。
2000年頃からデジタルカメラが普及し急速に市場が縮小、店舗数は減少傾向にある。従来の業務を引き継ぎつつ、デジタルデータのプリントにも注力している。
近年では、現像設備がデジタルにしか対応していない店舗が見られ、フィルムが持ち込まれると処理が可能な大規模店舗へ取り次ぐという、ミニラボ普及前のような業態へと逆戻りしている。これは小規模な店舗だけではなく、カメラのキタムラやヨドバシカメラといった大手写真店チェーンでも同様である。ブローニー判などといったアマチュア用としては少数となったフォーマットのフィルムでの外注は多く見られるが、最も普及している135フィルムでも他店舗への取り次ぎが多くなった。

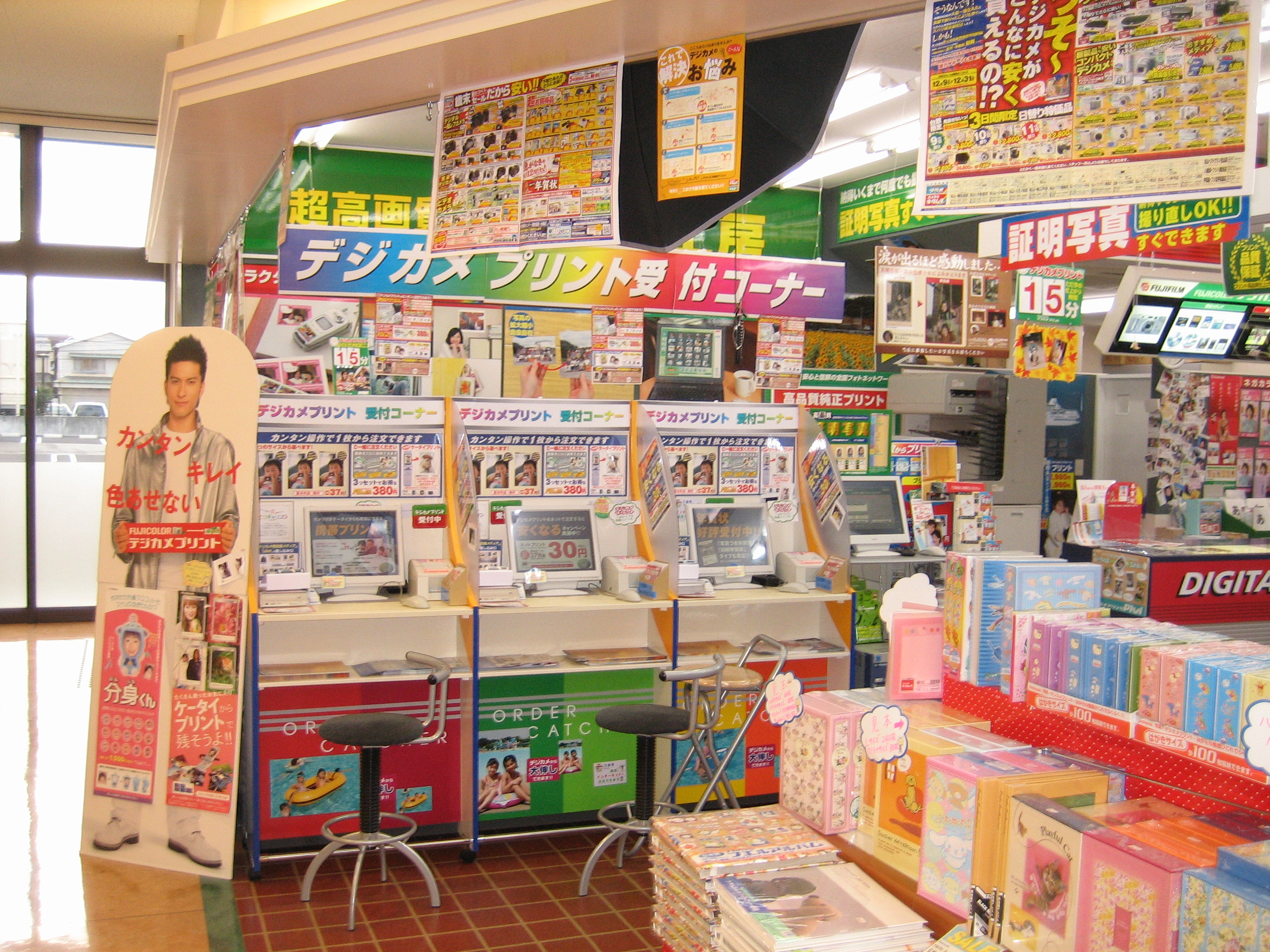
デジカメプリント受付コーナー(2005年)

主なDPEチェーン店舗
- パレットプラザ
- 55ステーション
- カメラのキタムラ
- 写真屋さん45
- くれよんくらぶ （ベイシアグループ）
- コイデカメラ
- チャンプカメラ

## オンラインDPEサービス
オンラインDPEサービス、オンラインプリントサービス、ネットプリントサービスともいい、デジタルカメラで撮影したデータをメール等で送ると、業者がプリントを行い、自宅やコンビニエンスストアに配送する。